# 田中ダウリンジョウナス
田中ダウリン ジョウナス（Tanaka Dowling Jonas、2005年12月29日 - ）は、オーストラリア出身のラグビーユニオン選手。ジャパンラグビーリーグワンのトヨタヴェルブリッツに所属している。旧氏名はJonas Dowling（ジョウナス・ダウリン）。

## 経歴
オーストラリア ニューサウスウェールズ州（NSW）シドニー都市圏のランドウィックを拠点とするランドウィック・ラグビーに所属し、U10チームで活躍。
2023年に、オーストラリア シドニーにあるWaverley Collegeに進学。当時オーストラリア代表ヘッドコーチを務めていたエディー・ジョーンズと昼食会で共にする。Australia NSW School Boys 1st XV U18のメンバーに選出された。
2024年9月24日、18歳でジャパンラグビーリーグワンのトヨタヴェルブリッツに入団した。